# Tandimplantat
Et tandimplantat er en kunstig erstatning af en eller flere manglende tænder. Selve implantatet består af en lille titaniumsskrue der fastgøres i kæbeknoglen, med henblik på fastgørelse af en protetisk tand. I forbindelse med et implantater i den bageste del af overmunden, er det ofte nødvendigt også at gennemføre et sinusløft, for at forhindre at toppen af skruen stikker op i bihulerne.
For at lave en implantatbehandling er det nødvendigt at patienten besidder en tilstrækkelig mængde kæbeknogle. Har patienten ikke høj eller tyk nok knogleprofil, kan dette i visse tilfælde afhjælpes med en knogleopbyggende behandling. Dette gøres med et biologisk materiale, der fungerer som en cement, der vokser sammen med den oprindelige knoglemasse.
| Lægevidenskab | Spire Denne artikel om lægevidenskab er en spire som bør udbygges. Du er velkommen til at hjælpe Wikipedia ved at udvide den. |